# According to Greta
According to Greta (titulada en español La vida según Greta o simplemente Greta) es una película estadounidense de drama independiente, protagonizada por Hilary Duff y la ganadora del Premio Óscar Ellen Burstyn, entre otros. Fue dirigida por Nandy Bardawil y estrenada en noviembre de 2009. Filmada en locación, en el estado de Nueva Jersey, entre los meses de septiembre y noviembre de 2007. Recibió críticas regulares a positivas.

## Sinopsis
Greta (Hilary Duff) tiene 17 años, es una chica lista, hermosa, rebelde y llena de sarcasmo; junto con su diario lleno de "Cosas que hacer antes de morir" y "Formas de Morir" es obligada a pasar el verano con sus abuelos en Nueva Jersey, ella rápidamente muestra sus sentimientos de enojo al revelarles su intención de quitarse la vida cuando cumpla 18. Greta se enamora de un cocinero carismático llamado Julie (Ross). Pero una casi catástrofe le da a Greta una llamada de alerta y le demuestra como sus propias acciones afectan a aquellos a su alrededor. Greta junto con la emoción de su primer romance de verano, poco a poco se despoja de sus defensas, dejando a una mujer debajo de su caparazón.

## Reparto
- Hilary Duff- Greta
- Ellen Burstyn - Katherine
- Evan Ross - Julie
- Melissa Leo - Karen
- Michael Murphy- Joseph
- Oren Skoog - Steve
- Maury Ginsberg - Lou
- Vivan Dugré - Donna
- Dave Shalansky - El Instalador
- loreie homtes - sabrina denisc gil

## Lanzamiento
Fue anunciado en el sitio oficial de Hilary Duff
hubo unos avances de "Greta" el 2 de abril en los cines de Landmark en Westwood, California. El tráiler fue estrenado también ese día por el sitio oficial de la película.
Greta será lanzada en DVD el próximo 25 de noviembre en Australia e Iberoamérica, así mismo fue estrenada en cines el 27 de noviembre en Estados Unidos de forma limitada. En enero de 2010 se estrenó en Blu-ray en Estados Unidos.